# サクゴエ
『サクゴエ』は、2007年10月20日公開の日本映画である。脚本は、俳優である弓削智久があたためていたというオリジナルのもので、本作で脚本家デビューを果たした。

## キャスト
- 森田健：中村靖日
- トミー：弓削智久
- 滝沢龍太：萩野崇
- 金子：李鐘浩
- 有紀子：清水ゆみ
- 安田：大口兼悟
- 若い男・スズキ：永山たかし
- ファミレス店員・楊：石井美奈子
- 滝沢陸：ジェームス小野田
- 火野勝利：森下能幸
- 覆面警官：小沢和義
- 部長：井上肇
- ファミレス店員・小笠原：三浦アキフミ
- 森田健（少年時代）：松下将也
- 合田福士（少年時代）：小杉茂一郎
- 警官・緒方：法福法彦
- 警官・木之下：岡澤嶺
- 若い衆・タンク：堀井茶渡
- 若い衆・京屋：水野善朗
- 若い衆・大俵：二宮康
- 森田敏子：滝沢涼子
- 仁：ジェリー藤尾
- 高木晃彦
- 宍戸大作
- 堂屋将之
- 志村大樹
- 林田祐幸
- 沖山穂貴
- 東喜世広
- 本川博明
- 神谷誠
- 菅原健志
- GLASSE
- 杉山慶祐
- 黒澤哲也
- pestmen

## スタッフ
- 監督：本田隆一
- 脚本：弓削智久
- 製作：永森裕二、伊藤久美子
- 制作：ウィルコ
- 企画：狩野善則
- プロデューサー：平体雄二
- 撮影：百束尚浩
- 音楽：Nagacho
- 録音：甲斐田哲也
- 配給：中目黒製作所
- 上映時間：98分

## 主題歌
- 「Paper moon」／NAO

## 挿入歌
- 「Equal」／polyABC
- 「Emergency solar still」／poly ABC
- 「JOY song」／poly ABC
- 「Imprint」／poly ABC
- 「ハレトケ」／kuh
- 「朝霧の道」／trademark